# Pierre Nkurunziza
Pierre Nkurunziza   (Ngozi, 18 de desembre de 1964 - Karuzi, 8 de juny de 2020) fou un polític burundès, President de Burundi entre el 2005 i la seva mort, el juny de 2020. Abans, havia presidit el partit governant Conseil National pour la Défense de la Démocratie - Forces de Défense de la Démocratie (CNDD-FDD). Pertanyia a l'ètnia hutu.